# Nomada physura
Nomada physura là một loài Hymenoptera trong họ Apidae. Loài này được Cockerell mô tả khoa học năm 1903.